# Gare de Schreiber
La gare de Schreiber  est une gare ferroviaire canadienne, érigée par le chemin de fer Canadien Pacifique. Une première gare en bois est construite sur les lieux (date incertaine). La gare actuelle est construite en 1924, « une gare de deux étages, parée de brique et de stuc » .

## Situation ferroviaire
La gare se trouve dans la Région de l'est du Canadien Pacifique, dans la Division de Schreiber, sur la jonction de la Subdivison de Heron Bay et de la Subdivision de Nipigon, portant le numéro de gare 4410

## Histoire

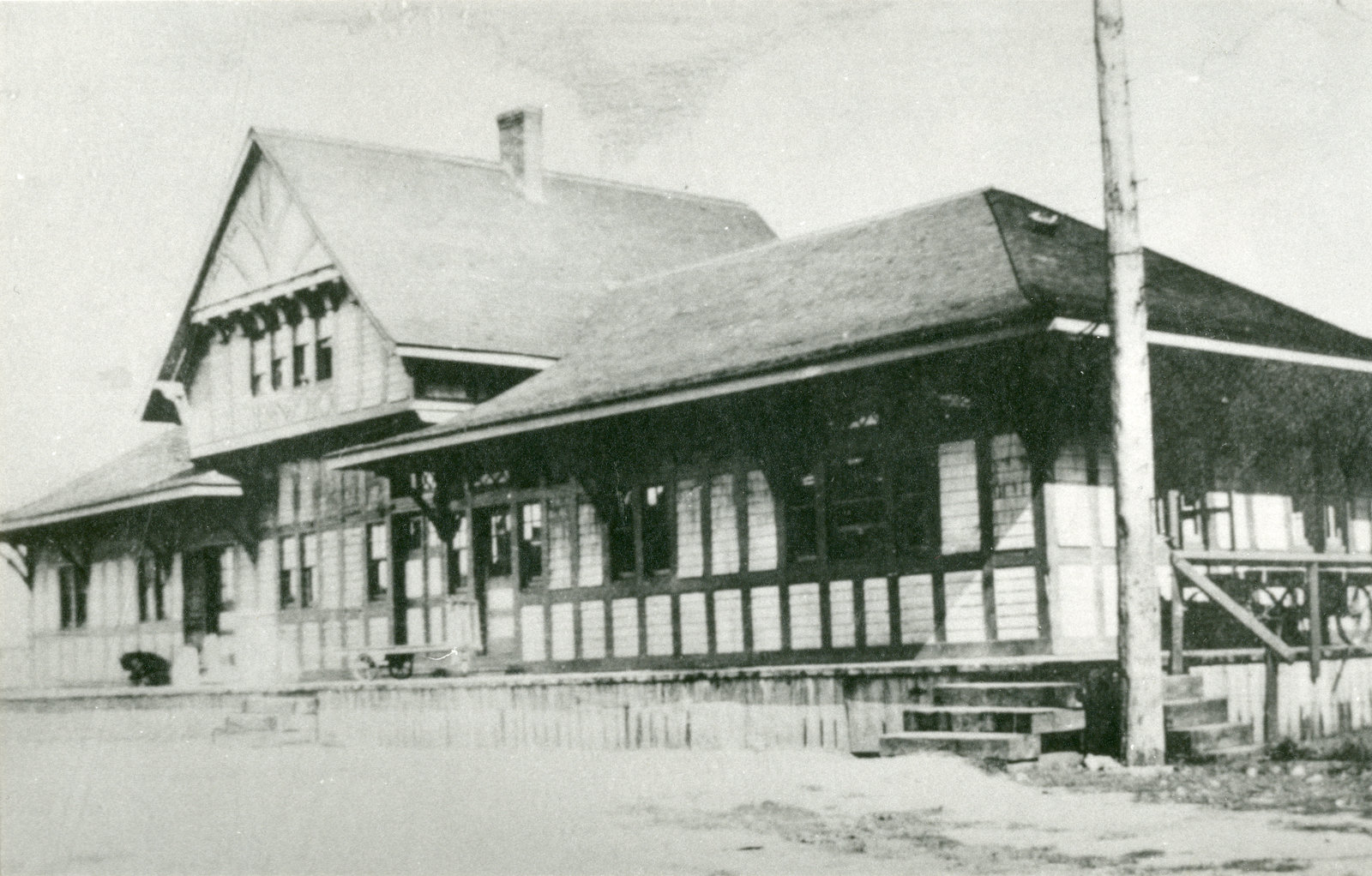
La première gare de Schreiber.

Schreiber sert de point de division ferroviaire pour le Canadien Pacifique. Le village a été fondé dans les années 1880 en tant que camp de construction de chemins de fer. Nommée à l’origine "Isbester’s Landing", le village porta plus tard le nom d’un ingénieur du chemin de fer, Sir Collingwood Schreiber .
La gare avait un agent aussi tard que 1966.

## Patrimoine ferroviaire

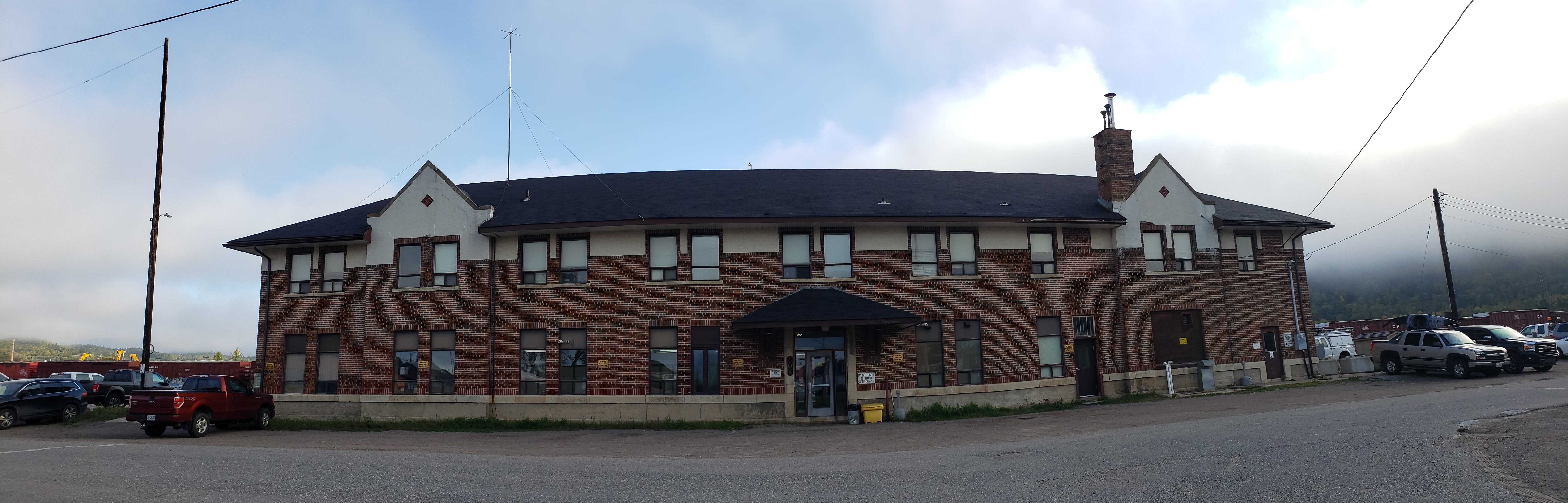
La gare en 2019.

Construite en briques par le Canadien Pacifique en 1924, en 2010 elle est en bon état, servant encore les besoins du chemin de fer . La gare actuelle est désignée gare ferroviaire patrimoniale du Canada depuis 1993 .